# Hafellia dissa
Hafellia dissa är en lavart som först beskrevs av Stirt. och som fick sitt nu gällande namn av Helmut Mayrhofer & Sheard. 
Hafellia dissa ingår i släktet Hafellia och familjen Physciaceae.   Inga underarter finns listade i Catalogue of Life.